# Lista uzdrowisk w Polsce
W Polsce znajduje się 47 uzdrowisk. Warunki jakie muszą być spełnione w celu nadania statusu uzdrowiska określa ustawa z 28 lipca 2005 o lecznictwie uzdrowiskowym, uzdrowiskach i obszarach ochrony uzdrowiskowej oraz o gminach uzdrowiskowych (Dz.U. z 2025 r. poz. 1135).
Najwięcej uzdrowisk jest w województwach dolnośląskim [11] i małopolskim [10], w powiatach kłodzkim [5] i nowosądeckim [5]

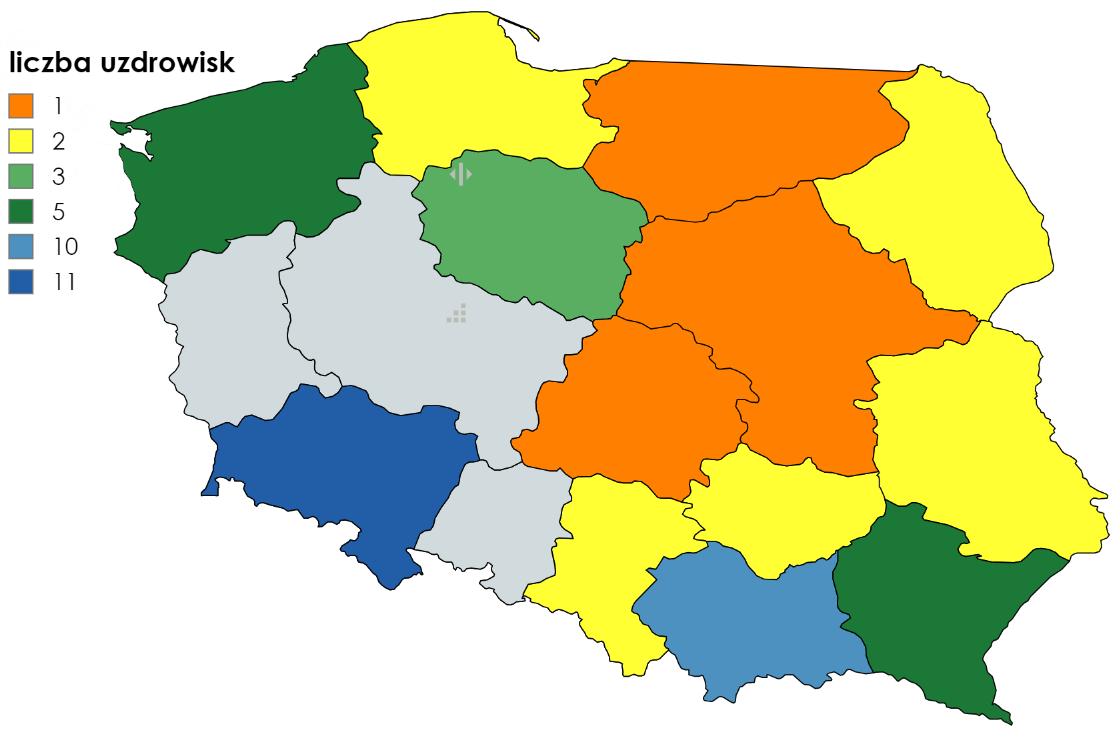
Mapa uzdrowisk w Polsce [na województwach

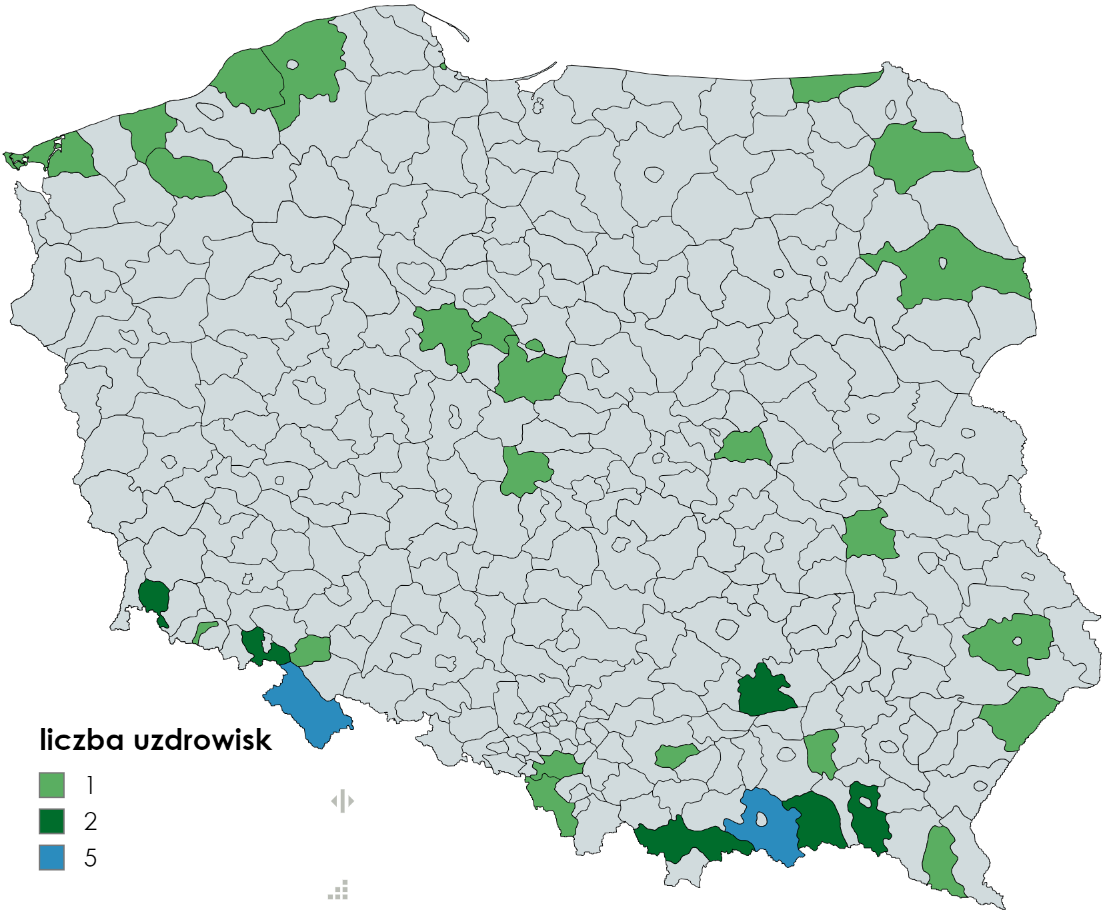
Uzdrowiska w Polsce [na powiatach

## Uzdrowiska w Polsce
| Nazwa uzdrowiska       | Gmina                     | Województwo              | Rok uznania | Uwagi | Rodzaj uzdrowiska według MZ |
| ---------------------- | ------------------------- | ------------------------ | ----------- | --- | --------------------------- |
| Augustów               | Augustów                  | woj. podlaskie           | 1993        | – | nizinne                     |
| Busko-Zdrój            | Busko-Zdrój               | woj. świętokrzyskie      | 1922        | w 1922 r. jako uzdrowisko państwowe zostało uznane za uzdrowisko posiadające charakter użyteczności publicznej                                                        | nizinne                     |
| Ciechocinek            | Ciechocinek               | woj. kujawsko-pomorskie  | 1922        | w 1922 r. jako uzdrowisko państwowe zostało uznane za uzdrowisko posiadające charakter użyteczności publicznej                                                        | nizinne                     |
| Cieplice Śląskie-Zdrój | Jelenia Góra              | woj. dolnośląskie        | [ 6 ]       | – | podgórskie                  |
| Czerniawa-Zdrój        | Świeradów-Zdrój           | woj. dolnośląskie        | [ 6 ]       | – | podgórskie                  |
| Dąbki                  | Darłowo (gmina wiejska)   | woj. zachodniopomorskie  | 2007        | Granice obszaru „Uzdrowiska Dąbki”, obejmują sołectwa: Dąbki, Bobolin, Bukowo Morskie, Porzecze, Żukowo Morskie                                                       | nadmorskie                  |
| Długopole-Zdrój        | Bystrzyca Kłodzka         | woj. dolnośląskie        | [ 6 ]       | – | podgórskie                  |
| Duszniki-Zdrój         | Duszniki-Zdrój            | woj. dolnośląskie        | [ 6 ]       | – | podgórskie                  |
| Goczałkowice-Zdrój     | Goczałkowice-Zdrój        | woj. śląskie             | [ 6 ]       | – | nizinne                     |
| Gołdap                 | Gołdap                    | woj. warmińsko-mazurskie | 2000        | – | nizinne                     |
| Horyniec-Zdrój         | Horyniec-Zdrój            | woj. podkarpackie        | 1938        | w 1938 r. uznane za uzdrowisko posiadające charakter użyteczności publicznej                                                                                          | nizinne                     |
| Inowrocław             | Inowrocław                | woj. kujawsko-pomorskie  | 1922        | w 1922 r. uznane za uzdrowisko posiadające charakter użyteczności publicznej                                                                                          | nizinne                     |
| Iwonicz-Zdrój          | Iwonicz-Zdrój             | woj. podkarpackie        | 1928        | w 1928 r. uznane za uzdrowisko posiadające charakter użyteczności publicznej                                                                                          | podgórskie                  |
| Jedlina-Zdrój          | Jedlina-Zdrój             | woj. dolnośląskie        | [ 6 ]       | – | górskie                     |
| Kamień Pomorski        | Kamień Pomorski           | woj. zachodniopomorskie  | [ 6 ]       | – | nadmorskie                  |
| Kołobrzeg              | Kołobrzeg (gmina miejska) | woj. zachodniopomorskie  | [ 6 ]       | – | nadmorskie                  |
| Konstancin-Jeziorna    | Konstancin-Jeziorna       | woj. mazowieckie         | 1917        | – | nizinne                     |
| Krasnobród             | Krasnobród                | woj. lubelskie           | 2002        | – | nizinne                     |
| Krynica-Zdrój          | Krynica-Zdrój             | woj. małopolskie         | 1922        | w 1922 r. jako uzdrowisko państwowe zostało uznane za uzdrowisko posiadające charakter użyteczności publicznej                                                        | górskie                     |
| Kudowa-Zdrój           | Kudowa-Zdrój              | woj. dolnośląskie        | [ 6 ]       | – | podgórskie                  |
| Latoszyn               | Dębica                    | woj. podkarpackie        | 2022        | Granice „Uzdrowiska Latoszyn” obejmują sołectwa Latoszyn i Podgrodzie                                                                                                 |                             |
| Lądek-Zdrój            | Lądek-Zdrój               | woj. dolnośląskie        | [ 6 ]       | – | górskie                     |
| Muszyna                | Muszyna                   | woj. małopolskie         | [ 6 ]       | – | podgórskie                  |
| Nałęczów               | Nałęczów                  | woj. lubelskie           | 1928        | w 1928 r. uznane za uzdrowisko posiadające charakter użyteczności publicznej                                                                                          | nizinne                     |
| Piwniczna-Zdrój        | Piwniczna-Zdrój           | woj. małopolskie         | [ 6 ]       | – | podgórskie                  |
| Polanica-Zdrój         | Polanica-Zdrój            | woj. dolnośląskie        | [ 6 ]       | – | podgórskie                  |
| Polańczyk              | Solina                    | woj. podkarpackie        | 1999        | – | podgórskie                  |
| Połczyn-Zdrój          | Połczyn-Zdrój             | woj. zachodniopomorskie  | [ 6 ]       | – | nizinne                     |
| Przerzeczyn-Zdrój      | Niemcza                   | woj. dolnośląskie        | 1997        | – | nizinne                     |
| Rabka-Zdrój            | Rabka-Zdrój               | woj. małopolskie         | 1924        | w 1924 r. uznane za uzdrowisko posiadające charakter użyteczności publicznej                                                                                          | górskie                     |
| Rymanów-Zdrój          | Rymanów                   | woj. podkarpackie        | 1928        | w 1928 r. uznane za uzdrowisko posiadające charakter użyteczności publicznej                                                                                          | podgórskie                  |
| Solec-Zdrój            | Solec-Zdrój               | woj. świętokrzyskie      | 1928        | w 1928 r. uznane za uzdrowisko posiadające charakter użyteczności publicznej                                                                                          | nizinne                     |
| Sopot                  | Sopot                     | woj. pomorskie           | 1999        | – | nadmorskie                  |
| Supraśl                | Supraśl                   | woj. podlaskie           | 2002        | – | nizinne                     |
| Swoszowice             | Kraków                    | woj. małopolskie         | 1928        | w 1928 r. uznane za uzdrowisko posiadające charakter użyteczności publicznej                                                                                          | nizinne                     |
| Szczawnica             | Szczawnica                | woj. małopolskie         | 1924        | w 1924 r. uznane za uzdrowisko posiadające charakter użyteczności publicznej                                                                                          | górskie                     |
| Szczawno-Zdrój         | Szczawno-Zdrój            | woj. dolnośląskie        | [ 6 ]       | – | podgórskie                  |
| Świeradów-Zdrój        | Świeradów-Zdrój           | woj. dolnośląskie        | [ 6 ]       | – | górskie                     |
| Świnoujście            | Świnoujście               | woj. zachodniopomorskie  | [ 6 ]       | – | nadmorskie                  |
| Uniejów                | Uniejów                   | woj. łódzkie             | 2012        | Granice „Uzdrowiska Uniejów” obejmują miasto Uniejów i sołectwa: Człopy, Spycimierz, Spycimierz-Kolonia, Zieleń                                                       | nizinne                     |
| Ustka                  | Ustka (gmina miejska)     | woj. pomorskie           | 1987        | – | nadmorskie                  |
| Ustroń                 | Ustroń                    | woj. śląskie             | [ 6 ]       | – | podgórskie                  |
| Wapienne               | Sękowa                    | woj. małopolskie         | [ 6 ]       | – | podgórskie                  |
| Wieniec-Zdrój          | Brześć Kujawski           | woj. kujawsko-pomorskie  | [ 6 ]       | – | nizinne                     |
| Wysowa-Zdrój           | Uście Gorlickie           | woj. małopolskie         | [ 6 ]       | – | górskie                     |
| Złockie                | Muszyna                   | woj. małopolskie         | 2022        | Granice „Uzdrowiska Złockie” obejmują sołectwa Złockie, Szczawnik oraz Jastrzębik                                                                                     |                             |
| Żegiestów-Zdrój        | Muszyna                   | woj. małopolskie         | 1924        | w 1924 r. uznane za uzdrowisko posiadające charakter użyteczności publicznej; strefy ochrony uzdrowiskowej obejmują części Żegiestowa: Żegiestów-Zdrój, Łopata Polska | górskie                     |

## Dawne uzdrowiska
| Miejscowość      | Obecne województwo | Rok uznania statusu | Rok pozbawienia statusu | Uwagi                                                                        |
| ---------------- | ------------------ | ------------------- | ----------------------- | ---------------------------------------------------------------------------- |
| Jastrzębie-Zdrój | woj. śląskie       | 1948                | 2007                    | w 1948 r. uznane za uzdrowisko posiadające charakter użyteczności publicznej |
| Krzeszowice      | woj. małopolskie   | 1928                |                         | w 1928 r. uznane za uzdrowisko posiadające charakter użyteczności publicznej |
| Łomnica-Zdrój    | woj. małopolskie   | 1936                |                         | w 1936 r. uznane za uzdrowisko posiadające charakter użyteczności publicznej |
| Ojców            | woj. małopolskie   | 1924                |                         | w 1924 r. uznane za uzdrowisko posiadające charakter użyteczności publicznej |
| Orłowo           | woj. pomorskie     | 1938                |                         | w 1938 r. uznane za uzdrowisko posiadające charakter użyteczności publicznej |
| Otwock           | woj. mazowieckie   | 1924                |                         | w 1924 r. uznane za uzdrowisko posiadające charakter użyteczności publicznej |
| Szczawa          | woj. małopolskie   | 1939                |                         | w 1939 r. uznane za uzdrowisko posiadające charakter użyteczności publicznej |
| Zakopane         | woj. małopolskie   | 1922                |                         | w 1922 r. uznane za uzdrowisko posiadające charakter użyteczności publicznej |

| Miejscowość   | Obecne państwo | Rok uznania statusu | Uwagi |
| ------------- | -------------- | ------------------- | --- |
| Burkut        | Ukraina        | 1922                | w 1922 r. jako uzdrowisko państwowe zostało uznane za uzdrowisko posiadające charakter użyteczności publicznej; w 1928 r. było nieczynne |
| Druskieniki   | Litwa          | 1928                | w 1928 r. uznane za uzdrowisko posiadające charakter użyteczności publicznej                                                             |
| Jaremcze      | Ukraina        | 1928                | w 1928 r. uznane za uzdrowisko posiadające charakter użyteczności publicznej                                                             |
| Lubień Wielki | Ukraina        | 1928                | w 1928 r. uznane za uzdrowisko posiadające charakter użyteczności publicznej                                                             |
| Morszyn       | Ukraina        | 1924                | w 1924 r. uznane za uzdrowisko posiadające charakter użyteczności publicznej                                                             |
| Niemirów      | Ukraina        | 1938                | w 1938 r. uznane za uzdrowisko posiadające charakter użyteczności publicznej                                                             |
| Szkło         | Ukraina        | 1922                | w 1922 r. jako uzdrowisko państwowe zostało uznane za uzdrowisko posiadające charakter użyteczności publicznej; w 1928 r. było nieczynne |
| Truskawiec    | Ukraina        | 1928                | w 1928 r. uznane za uzdrowisko posiadające charakter użyteczności publicznej                                                             |
| Worochta      | Ukraina        | 1928                | w 1928 r. uznane za uzdrowisko posiadające charakter użyteczności publicznej                                                             |
| Zaleszczyki   | Ukraina        | 1928                | w 1928 r. uznane za uzdrowisko posiadające charakter użyteczności publicznej                                                             |

Dawne miejsca z zakładami zdrojowymi:
- zakład zdrojowy w Brzozowie
- Czerniewice (Toruń)[27]
- Goździków[27]
- Grodzisk Mazowiecki – Zakład Hydropatyczny dla Osób z Towarzystwa
- Jaworze (do 1906)[28]
- Nowe Miasto nad Pilicą – zakład przyrodo-leczniczy dr Jana Bielińskiego)
- Mateczny (Kraków)[potrzebny przypis]
- Sławinek[27]
- Kulaszne[27]
- Jaśkowice[29]

| Miejscowość             | Obecne województwo      | Uwagi |
| ----------------------- | ----------------------- | ----- |
| Bolków-Zdrój            | woj. dolnośląskie       |       |
| Głuchołazy              | woj. opolskie           |       |
| Jerzmanice-Zdrój        | woj. dolnośląskie       |       |
| Kokoszyce               | woj. śląskie            |       |
| Opolno-Zdrój            | woj. dolnośląskie       |       |
| Sokołowsko              | woj. dolnośląskie       |       |
| Stary Zdrój (Wałbrzych) | woj. dolnośląskie       |       |
| Trzebina                | woj. opolskie           |       |
| Trzcińsko-Zdrój         | woj. zachodniopomorskie |       |

## Obszary posiadające warunki do lecznictwa uzdrowiskowego
W latach 1966–2006 Rada Ministrów mogła rozciągnąć niektóre przepisy dotyczące uzdrowisk na obszary, które posiadają warunki do prowadzenia lecznictwa uzdrowiskowego lub eksploatacji naturalnych zasobów leczniczych, a nie zostały uznane za uzdrowiska. Podobnie jak dla uzdrowisk, w oparciu o właściwości lecznicze warunków naturalnych wyznaczonych miejscowości ustalano dla zakładów lecznictwa uzdrowiskowego kierunki lecznicze (profile lecznicze).
| Miejscowość       | Obecne województwo | Daty uznawania | Uwagi |
| ----------------- | ------------------ | -------------- | --- |
| Augustów          | podlaskie          | 1971–1993      | od 1993 r. uzdrowisko                                                                                       |
| Bolków            | dolnośląskie       | 1971–2006      | Bolków-Zdrój ??                                                                                             |
| Czarna Górna      | podkarpackie       | 1974–2006      | do 1999 r. nazwa miejscowości Czarna Górna                                                                  |
| Dziwnówek         | zachodniopomorskie | 1974–2006      | |
| Dźwirzyno         | zachodniopomorskie | 1974–2006      | |
| Jastarnia         | pomorskie          | 1974–2006      | |
| Jurata            | pomorskie          | 1974–2006      | |
| Komańcza          | podkarpackie       | 1974–2006      | |
| Koszuty           | wielkopolskie      | 1974–2006      | |
| Kowary            | dolnośląskie       | 1971–2006      | |
| Krynica Morska    | pomorskie          | 1974–2006      | |
| Lipa              | podkarpackie       | 1974–2006      | |
| Łagów             | lubuskie           | 1974–2006      | |
| Łeba              | pomorskie          | 1974–2006      | |
| Łukęcin           | zachodniopomorskie | 1974–2006      | |
| Magnuszew         | mazowieckie        | 1974–2006      | |
| Międzywodzie      | zachodniopomorskie | 1974–2006      | |
| Międzyzdroje      | zachodniopomorskie | 1971–1972      | w latach 1972–84 jako część uzdrowiska Świnoujście, ale w 1987 r. nie zostały uznane za spełniające warunki |
| Polańczyk         | podkarpackie       | 1974–1999      | od 1999 r. uzdrowisko                                                                                       |
| Przerzeczyn-Zdrój | dolnośląskie       | 1971–1997      | od 1997 r. uzdrowisko                                                                                       |
| Rabe              | podkarpackie       | 1974–2006      | w latach 1977–1983 nazwa miejscowości Karolów                                                               |
| Rogóźno           | łódzkie            | 1974–2006      | |
| Trzebnica         | dolnośląskie       | 1971–2006      | |
| Ustka             | pomorskie          | 1974–1987      | od 1987 r. uzdrowisko                                                                                       |
| Wieliczka         | małopolskie        | 1971–2006      | |
| Złockie           | małopolskie        | 1974–2006      | od 2022 r. uzdrowisko                                                                                       |

## Miejscowości niebędące uzdrowiskami, w których znajdują się obiekty sanatoryjne
- Międzyzdroje
- Poniatowa – Samodzielne Publiczne Sanatorium Gruźlicy i Chorób Płuc
- Wieliczka – Sanatorium Podziemne „Wieliczka”[38]